# Уебстър (окръг, Айова)
Вижте пояснителната страница за други значения на Уебстър.
Окръг Уебстър (на английски: Webster County) е окръг в щата Айова, Съединени американски щати. Площта му е 1860 km², а населението - 40 235 души (2000). Административен център е град Форт Додж.